# 6 Ore del Fuji 2024
La 6 Ore del Fuji 2024 è un evento di corsa di auto sportive di durata tenutosi il 15 settembre 2024 preso il Circuito del Fuji, settimo round della stagione 2024 del WEC. L'edizione del 2024 è la 20ª nella storia dell'evento e l'11ª valida per il Campionato del mondo endurance FIA.

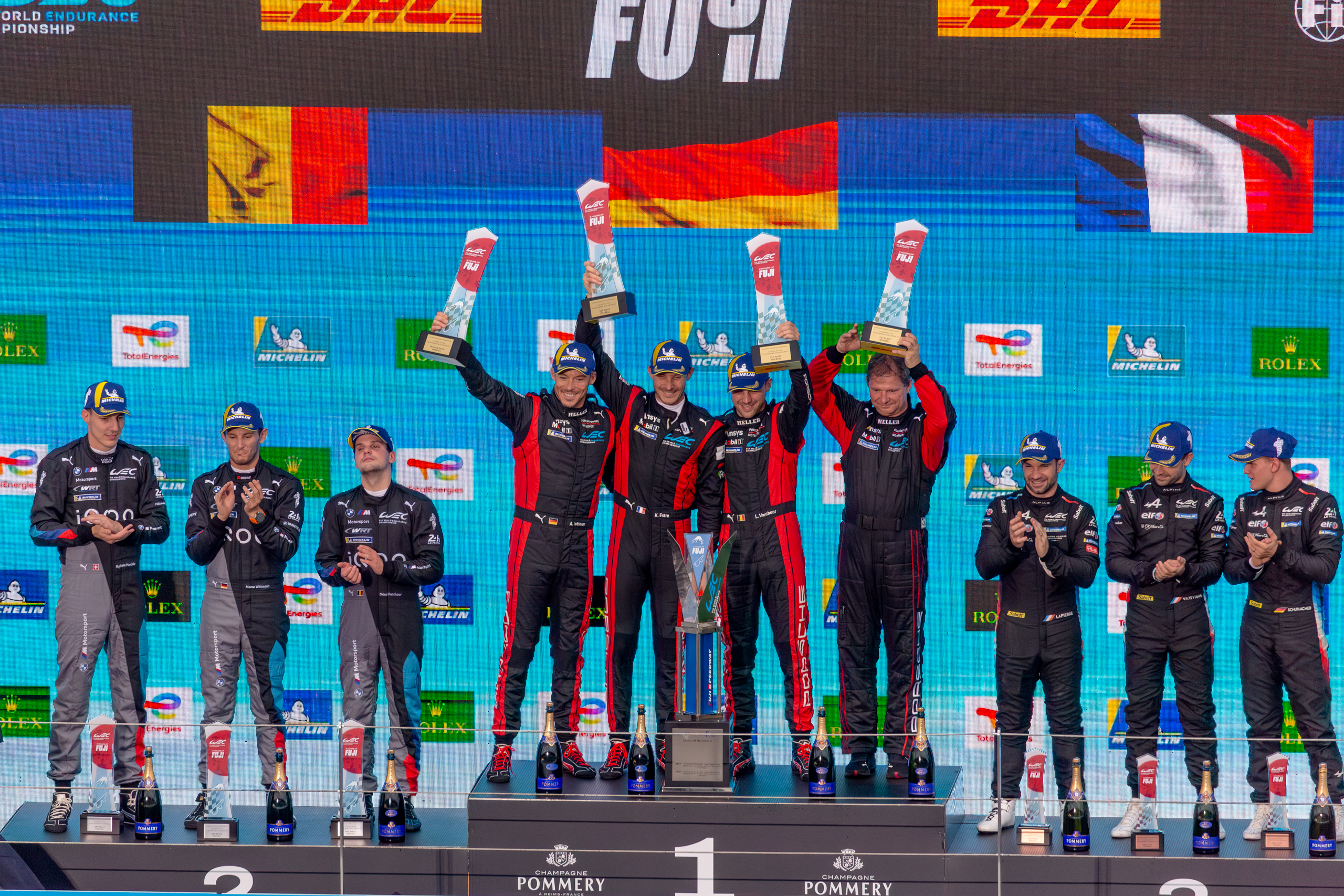
Il podio della classe Hypercar

## Programma
| Data         | Ora             | Ora          | Evento         |
| Data         | (Locale: UTC+9) | ITA          | Evento         |
| ------------ | --------------- | ------------ | -------------- |
| 13 settembre | 13:00 - 14:30   | 4:00 - 5:30  | Prove libere 1 |
| 13 settembre | 17:30 - 19:00   | 8:30 - 10:00 | Prove libere 2 |
| 14 settembre | 12:20 - 13:20   | 3:20 - 4:20  | Prove libere 3 |
| 14 settembre | 16:20 - 17:40   | 7:20 - 8:40  | Qualifiche     |
| 15 settembre | 13:00 - 19:00   | 4:00 - 10:00 | Gare           |
| Note:        |                 |              |                |

In Italia la gara è stata trasmessa sui canali Eurosport 1 o su Sky Sport, o seguita dalle applicazioni di Discovery+, Now TV e fiawec.tv.

## Elenco iscritti
Come nella precedente corse, la Lone Star Le Mans 2024, sono 36 gli equipaggi, egualmente divisi tra la classe Hypercar e GT3. Ci sono solo due cambiamenti tra i piloti, Paul-Loup Chatin viene sostituito da Jules Gounon sulla Alpine A424 numero 35, mentre il secondo è il ritorno di Christian Ried sulla Ford Mustang GT3 numero 88, in Texas era salito Ben Keating al suo posto. 
| No. | Squadra                   | Auto                | Pneumatici | Pilota 1              | Pilota 2           | Pilota 3            |
| --- | ------------------------- | ------------------- | ---------- | --------------------- | ------------------ | ------------------- |
| 2   | Cadillac Racing           | Cadillac V-LMDh     | M          | Earl Bamber           | Alex Lynn          |                     |
| 5   | Porsche Penske Motorsport | Porsche 963         | M          | Michael Christensen   | Matt Campbell      | Frédéric Makowiecki |
| 6   | Porsche Penske Motorsport | Porsche 963         | M          | André Lotterer        | Laurens Vanthoor   | Kévin Estre         |
| 7   | Toyota Gazoo Racing       | Toyota GR010 Hybrid | M          | Mike Conway           | Kamui Kobayashi    | Nyck de Vries       |
| 8   | Toyota Gazoo Racing       | Toyota GR010 Hybrid | M          | Sébastien Buemi       | Brendon Hartley    | Ryō Hirakawa        |
| 12  | Hertz Jota Sport          | Porsche 963         | M          | Will Stevens          | Norman Nato        | Callum Ilott        |
| 15  | BMW M Team WRT            | BMW M Hybrid V8     | M          | Dries Vanthoor        | Raffaele Marciello | Marco Wittmann      |
| 20  | BMW M Team WRT            | BMW M Hybrid V8     | M          | Sheldon van der Linde | Robin Frijns       | René Rast           |
| 35  | Alpine Endurance Team     | Alpine A424         | M          | Jules Gounon          | Ferdinand Habsburg | Charles Milesi      |
| 36  | Alpine Endurance Team     | Alpine A424         | M          | Matthieu Vaxivière    | Nicolas Lapierre   | Mick Schumacher     |
| 38  | Hertz Jota Sport          | Porsche 963         | M          | Oliver Rasmussen      | Philip Hanson      | Jenson Button       |
| 50  | Ferrari AF Corse          | Ferrari 499P        | M          | Antonio Fuoco         | Nicklas Nielsen    | Miguel Molina       |
| 51  | Ferrari AF Corse          | Ferrari 499P        | M          | Alessandro Pier Guidi | Antonio Giovinazzi | James Calado        |
| 63  | Lamborghini Iron Lynx     | Lamborghini SC63    | M          | Daniil Kvjat          | Mirko Bortolotti   | Edoardo Mortara     |
| 83  | AF Corse                  | Ferrari 499P        | M          | Robert Kubica         | Ye Yifei           | Robert Švarcman     |
| 93  | Peugeot TotalEnergies     | Peugeot 9X8         | M          | Mikkel Jensen         | Jean-Éric Vergne   | Nico Müller         |
| 94  | Peugeot TotalEnergies     | Peugeot 9X8         | M          | Stoffel Vandoorne     | Paul di Resta      | Loïc Duval          |
| 99  | Proton Competition        | Porsche 963         | M          | Julien Andlauer       | Neel Jani          | Harry Tincknell     |

| No. | Squadra              | Auto                          | Pneumatici | Pilota 1              | Pilota 2           | Pilota 3           |
| --- | -------------------- | ----------------------------- | ---------- | --------------------- | ------------------ | ------------------ |
| 27  | Heart of Racing Team | Aston Martin Vantage GT3 Evo  | G          | Daniel Mancinelli     | Alex Riberas       | Ian James          |
| 31  | Team WRT             | BMW M4 GT3                    | G          | Augusto Farfus        | Sean Gelael        | Darren Leung       |
| 46  | Team WRT             | BMW M4 GT3                    | G          | Valentino Rossi       | Maxime Martin      | Ahmad Al Harthy    |
| 54  | Vista AF Corse       | Ferrari 296 GT3               | G          | Francesco Castellacci | Davide Rigon       | Thomas Flohr       |
| 55  | Vista AF Corse       | Ferrari 296 GT3               | G          | Alessio Rovera        | Simon Mann         | François Heriau    |
| 59  | United Autosports    | McLaren 720S GT3 Evo          | G          | Grégoire Saucy        | Nicolas Costa      | James Cottingham   |
| 60  | Iron Lynx            | Lamborghini Huracán GT3 Evo 2 | G          | Franck Perera         | Matteo Cressoni    | Claudio Schiavoni  |
| 77  | Proton Competition   | Ford Mustang GT3              | G          | Ben Barker            | Zacharie Robichon  | Ryan Hardwick      |
| 78  | Akkodis ASP Team     | Lexus RC F GT3                | G          | Kelvin van der Linde  | Clemens Schmid     | Arnold Robin       |
| 81  | TF Sport             | Chevrolet Corvette Z06 GT3.R  | G          | Charlie Eastwood      | Rui Andrade        | Tom van Rompuy     |
| 82  | TF Sport             | Chevrolet Corvette Z06 GT3.R  | G          | Daniel Juncadella     | Sébastien Baud     | Hiroshi Koizumi    |
| 85  | Iron Dames           | Lamborghini Huracán GT3 Evo 2 | G          | Michelle Gatting      | Rahel Frey         | Sara Bovy          |
| 87  | Akkodis ASP Team     | Lexus RC F GT3                | G          | José María López      | Esteban Masson     | Takeshi Kimura     |
| 88  | Proton Competition   | Ford Mustang GT3              | G          | Dennis Olsen          | Mikkel O. Pedersen | Christian Ried     |
| 91  | Manthey EMA          | Porsche 911 GT3 R (992)       | G          | Richard Lietz         | Morris Schuring    | Yasser Shahin      |
| 92  | Manthey PureRxcing   | Porsche 911 GT3 R (992)       | G          | Klaus Bachler         | Joel Sturm         | Alaksandr Malychin |
| 95  | United Autosports    | McLaren 720S GT3 Evo          | G          | Marino Satō           | Nico Pino          | Josh Caygill       |
| 777 | D'Station Racing     | Aston Martin Vantage GT3 Evo  | G          | Marco Sørensen        | Erwan Bastard      | Clément Mateu      |

## Prove libere

### Prove Libere 1
| #  | Squadra                   | Categoria | Auto                 | Tempo    |
| -- | ------------------------- | --------- | -------------------- | -------- |
| 6  | Porsche Penske Motorsport | Hypercar  | Porsche 963          | 1'30"561 |
| 95 | United Autosports         | LMGT3     | McLaren 720S GT3 Evo | 1'40"528 |

### Prove Libere 2
| #  | Squadra        | Categoria | Auto            | Tempo    |
| -- | -------------- | --------- | --------------- | -------- |
| 15 | BMW M Team WRT | Hypercar  | BMW M Hybrid V8 | 1'29"577 |
| 55 | AF Corse       | LMGT3     | Ferrari 296 GT3 | 1'40"682 |

### Prove Libere 3
| #  | Squadra             | Categoria | Auto                | Tempo    |
| -- | ------------------- | --------- | ------------------- | -------- |
| 8  | Toyota Gazoo Racing | Hypercar  | Toyota GR010 Hybrid | 1'29"577 |
| 55 | AF Corse            | LMGT3     | Ferrari 296 GT3     | 1'40"682 |

## Qualifiche
I vincitori della pole position in ogni classe sono contrassegnati in grassetto
| Pos | #  | Team            | Classe   | Qualifica |
| --- | -- | --------------- | -------- | --------- |
| 1   | 2  | Cadillac Racing | Hypercar | 1'29"090  |
| 19  | 55 | AF Corse        | LMGT3    | 1'40"392  |

## Risultati di gara
Di seguito l'ordine di arrivo:
| Pos. | No.  | Classe   | Team                      | Auto                             | Giri |
| ---- | ---- | -------- | ------------------------- | -------------------------------- | ---- |
| 1    | #6   | Hypercar | Porsche Penske Motorsport | Porsche 963                      | 213  |
| 2    | #15  | Hypercar | BMW M Team WRT            | BMW M Hybrid V8                  | 213  |
| 3    | #36  | Hypercar | Alpine Endurance Team     | Alpine A424                      | 213  |
| 4    | #93  | Hypercar | Peugeot TotalEnergies     | Peugeot 9X8                      | 213  |
| 5    | #12  | Hypercar | Hertz Team Jota           | Porsche 963                      | 213  |
| 6    | #38  | Hypercar | Hertz Team Jota           | Porsche 963                      | 213  |
| 7    | #35  | Hypercar | Alpine Endurance Team     | Alpine A424                      | 213  |
| 8    | #94  | Hypercar | Peugeot TotalEnergies     | Peugeot 9X8                      | 213  |
| 9    | #50  | Hypercar | AF Corse                  | Ferrari 499P                     | 213  |
| 10   | #8   | Hypercar | Toyota Gazoo Racing       | Toyota GR010 Hybrid              | 213  |
| 11   | #99  | Hypercar | Proton Competition        | Porsche 963                      | 212  |
| 12   | #83  | Hypercar | AF Corse                  | Ferrari 499P                     | 211  |
| 13   | #54  | LMGT3    | AF Corse                  | Ferrari 296 GT3                  | 194  |
| 14   | #92  | LMGT3    | Manthey Racing            | Porsche 911 GT3                  | 194  |
| 15   | #46  | LMGT3    | Team WRT                  | BMW M4 GT3                       | 194  |
| 16   | #81  | LMGT3    | TF Sport                  | Chevrolet Corvette Z06 GT3.R     | 194  |
| 17   | #85  | LMGT3    | Iron Dames                | Lamborghini Huracán GT3 Evo 2    | 194  |
| 18   | #55  | LMGT3    | AF Corse                  | Ferrari 296 GT3                  | 194  |
| 19   | #777 | LMGT3    | D'station Racing          | Aston Martin Vantage AMR GT3 Evo | 194  |
| 20   | #59  | LMGT3    | United Autosports         | McLaren 720S GT3 Evo             | 194  |
| 21   | #27  | LMGT3    | Heart of Racing Team      | Aston Martin Vantage AMR GT3 Evo | 194  |
| 22   | #31  | LMGT3    | Team WRT                  | BMW M4 GT3                       | 194  |
| 23   | #78  | LMGT3    | Akkodis ASP Team          | Lexus RC F GT3                   | 194  |
| 24   | #87  | LMGT3    | Akkodis ASP Team          | Lexus RC F GT3                   | 194  |
| 25   | #60  | LMGT3    | Iron Lynx                 | Lamborghini Huracán GT3 Evo 2    | 193  |
| 26   | #91  | LMGT3    | Manthey EMA               | Porsche 911 GT3                  | 193  |
| 27   | #77  | LMGT3    | Proton Competition        | Ford Mustang GT3                 | 193  |
| 28   | #88  | LMGT3    | Proton Competition        | Ford Mustang GT3                 | 192  |
| 29   | #95  | LMGT3    | United Autosports         | McLaren 720S GT3 Evo             | 191  |